# 福寿县 (福建)
福寿县（1934年5月—1935年2月）是闽东革命根据地的一个县。
1934年5月，福寿县苏维埃政府成立。取福安、寿宁二县首字为名。治福安东坑村。下辖6个区苏维埃政府。1935年2月，废县。